# 8628 Davidsaltzberg
8628 Davidsaltzberg eller 1981 EX21 är en asteroid i huvudbältet som upptäcktes den 2 mars 1981 av den amerikanska astronomen Schelte J. Bus vid Siding Spring-observatoriet. Den är uppkallad efter den amerikanske fysikern och astronomen, David Saltzberg.
Asteroiden har en diameter på ungefär 10 kilometer och den tillhör asteroidgruppen Adeona.